# Gonzo (pornografia)
Gonzo – rodzaj filmu pornograficznego, w którym aktorzy są „świadomi” obecności operatora, często bezpośrednio zwracając się do widza. Charakterystyczną cechą produkcji tego typu jest brak fabuły oraz koncentracja na akcie seksualnym. Gonzo upatrywane jest jako znaczący czynnik w rozwoju amatorskiej pornografii.

## Erotyzacja desperacji w gejowskim gonzo
Istnieje gałąź pornografii gejowskiej z rodzaju gonzo opierająca się na erotyzacji mężczyzn w trudnej sytuacji materialnej, którym kamerzysta oferuje pieniądze w zamian za wykonywanie z nim czynności seksualnych. Narracja, sceneria lub werbalne potwierdzenie sugeruje, że są oni heteroseksualni i wykonują oni te czynności wyłącznie w zamian za wynagrodzenie. Częstym motywem pojawiającym się w tych filmach jest widoczna niechęć, wstyd lub ból ze strony upokorzonych mężczyzn, pokazane w celu podkreślenia ich heteroseksualności. W większości przypadków są to jednak aktorzy pornograficzni, których prawdziwe pseudonimy można odnaleźć w sieci. Na potrzeby konwencji mają oni zazwyczaj sprawiać wrażenie stereotypowo męskich, wobec czego często są przedstawiani jako chłodni, dominujący oraz uprawiający sport.
W przeciwieństwie do większości tzw. produkcji gay-for-pay, w której aktorzy odgrywają scenariusz i zazwyczaj są jawnie przedstawionymi, profesjonalnymi aktorami pornograficznymi dotychczas występującymi w rolach heteroseksualnych, te produkcje opierają się na fetyszyzacji biedy i wywierania presji przez oferowanie przez kamerzystę znacznej ilości pieniędzy. Akcja wielu z tych produkcji dzieje się w Czechach; niektóre źródła uważają to za pozostałość przenikania kultury Europy Zachodniej do Europy Wschodniej w latach 90. XX wieku.

### Typowa fabuła
Fabuła tych produkcji zazwyczaj opiera się na podobnej regule: mężczyzna, którego twarzy nie widać, przechwytuje mężczyznę lub mężczyzn w przestrzeni publicznej i po długiej, często niezręcznej rozmowie, oferuje pieniądze w zamian za wykonywanie czynności seksualnych. W tej rozmowie początkowo padają pytania dotyczące zarobków mężczyzny oraz jego życia prywatnego, szczególnie dotyczące jego heteroseksualnej orientacji. Stopniowo schodzi ona na seksualne tory, kończące się propozycją szybkiego zarobku. Transakcja początkowo ogranicza się do pokazywania się nago lub wykonywania fellatio na kamerzyście, ale każda scena kończy się uprawianiem seksu analnego bez zabezpieczeń.